# Святопетрівська сільська рада (Гуляйпільський район)
| Святопетрівська сільська рада — колишній орган місцевого самоврядування у Гуляйпільському районі Запорізької області з адміністративним центром у с. Святопетрівка. Водоймища на території, підпорядкованій даній раді: р. Гайчур. Сільській раді підпорядковані населені пункти: - с. Святопетрівка - с. Зелене - с. Староукраїнка |

## Склад ради
Рада складається з 12 депутатів та голови.

### Керівний склад ради
| ПІБ                   | Основні відомості                                                         | Дата обрання | Дата звільнення |
| --------------------- | ------------------------------------------------------------------------- | ------------ | --------------- |
| Сахно Віктор Петрович | Сільський голова, 1967 року народження, освіта, член народної партії      | 26.03.2006   | 31.10.2010      |
| Сахно Віктор Петрович | Сільський голова, 1967 року народження, освіта вища, член Партії регіонів | 31.10.2010   |                 |

Примітка: таблиця складена за даними джерела

## Населення
Згідно з переписом УРСР 1989 року чисельність наявного населення сільської ради становила 372 особи, з яких 170 чоловіків та 202 жінки.
За переписом населення України 2001 року в сільській раді мешкало 347 осіб.

### Мова
Розподіл населення за рідною мовою за даними перепису 2001 року:
| Мова       | Відсоток |
| ---------- | -------- |
| українська | 96,25 %  |
| російська  | 3,75 %   |